# Naruszewo
Naruszewo ist ein Dorf und Sitz der gleichnamigen Gemeinde im Powiat Płoński der Woiwodschaft Masowien, Polen.

## Gemeinde
Zur Landgemeinde (gmina wiejska) Naruszewo gehören 33 Ortschaften mit einem Schulzenamt (sołectwo):
Dłutowo
Drochowo
Grąbczewo
Januszewo
Kozarzewo
Krysk
Łazęki
Michałowo
Nacpolsk
Naruszewo
Nowe Naruszewo
Nowy Nacpolsk
Pieścidła
Postróże
Potyry
Radzymin
Rąbież
Skarboszewo
Skarszyn
Skwary
Sobanice
Sosenkowo
Srebrna
Stachowo
Stary Nacpolsk
Strzembowo
Troski
Wichorowo
Wronino
Zaborowo I
Zaborowo II
Żukowo
Weiterer Orte der Gemeinde sind:
Beszyno
Drochówka
Drochówka za Rąbieżem
Kębłowice
Nowy Krysk
Radzyminek
Sosenkowo-Osiedle
Stary Skarszyn
Tustań-Leśniczówka
Wola-Krysk
Wróblewo
Wróblewo-Osiedle
Żukowo Poświętne